# Пархоменко, Артём Яковлевич
Артём Яковлевич Пархоменко (18 октября 1892 — 1964) — повстанческий атаман, участник махновского движения, принимал участие в Тамбовском восстании.

## Биография
Родился 18 октября 1892 года. Младший брат красного комдива Александра Пархоменко. С 16 лет работал извозчиком в Луганске. В 1914—1915 мобилизован в царскую армию, участвовал в боевых действиях Первой мировой войны, был тяжело ранен и комиссован.
Активный участник революционных событий 1917 года в Луганске. Вступил в боевую дружину патронного завода, но, в отличие от братьев, примкнул к анархистам. Принимал участие в Гражданской войне на Украине и на Дону с осени 1917 года. В марте 1918 года вступил в 1 социалистический отряд под командованием К.Ворошилова. В ходе отступления под натиском немецких интервентов примкнул к повстанческому отряду Чередняка на Харьковщине в районе Валки. Вступил в КАУ «Набат» (которая стала идеологическим костяком махновской армии).
В мае 1919 года присоединился к бригаде Махно, был командиром роты, батальона. В октябре в составе отряда Каменюки был направлен в район Славянска под псевдонимом «Саенко». Летом 1920 года — командир 9 пехотного полка РПАУ. Как противник военно-политического соглашения с советской властью в октябре 1920 года вышел из РПАУ во главе своего полка.
Присоединившись к антоновским повстанцам, вел партизанскую борьбу против красных в Тамбовской и Воронежской губерниях. Не нашел общего языка с руководителем повстанческого движения Антоновым, поскольку, будучи анархистом, отказался поддержать лозунг Учредительного собрания. Вошел в состав повстанческого отряда бывшего краскома Колесникова, который в конце 1920 года назначил Пархоменко командиром 2-го Ново-Калитвянского полка, созданного из крестьян села Новая Калитва. Действовал в районе Марковки.
В феврале 1921 года снова присоединился к РПАУ, потом перешел в Кавказскую повстанческую армию Григория Маслакова. В марте-апреле 1921 года вел самостоятельную партизанскую борьбу против красных в Богучарском уезде. В начале мая 1921 года штаб и ВРС РПАУ поручили Пархоменко войти в союз с повстанцами Антонова и восстановить действия в Воронежской губернии, но до июля отряд был разбит красными, а сам Пархоменко вскоре погиб предположительно в бою в районе Криничной.
По недавно обнаруженным В.Стрельцовым данным, Артем Пархоменко в феврале 1921 года присутствовал в Луганске на похоронах своего брата Александра, убитого махновцами, и видимо с этого времени уже не принимал участие в повстанческой борьбе. Отойдя от активной деятельности, жил в Луганске с семьей, работал на заводе имени Косиора, затем фрезеровщиком на заводе № 60 (патронном). В годы Великой Отечественной войны был в эвакуации, затем вернулся и дожил в Луганске до 1964 года.